# 카이야 무스토넨
카이야 마리야 무스토넨(핀란드어: Kaija Marija Mustonen, 1941년 8월 4일 ~ )은 핀란드의 은퇴한 스피드스케이팅 선수이다. 1964년 인스부르크에서 열린 올림픽에서 메달을 2개를 획득했고 1968년 그르노블에서 열린 올림픽 1500m에서 금메달을 획득했다.
1958년부터 1968년까지 세계 올라운드 스피드스케이팅 선수권 대회에 출전했으며, 동메달 4개를 획득했다.